# Startsevo
Startsevo (bulgariska: Старцево) är ett distrikt i Bulgarien.   Det ligger i kommunen Obsjina Zlatograd och regionen Smoljan, i den södra delen av landet, 200 km sydost om huvudstaden Sofia.
I omgivningarna runt Startsevo växer i huvudsak blandskog. Runt Startsevo är det ganska tätbefolkat, med 70 invånare per kvadratkilometer.